# Colinus
Colinus es un género de aves de la familia Odontophoridae.

## Especies
- Colinus cristatus (Linnaeus, 1766)–colín crestudo.[2]
- Colinus leucopogon (Lesson, 1842)–colín gorgiblanco.[2]
- Colinus nigrogularis (Gould, 1843)–colín gorginegro.[2]
- Colinus virginianus (Linnaeus, 1758)–colín de Virginia.[2][1]